# Атака Макса Ланге
Ата́ка Ма́кса Ла́нге — шахматный дебют, разновидность принятой защиты двух коней. Начинается ходами: 
 1. e2-e4 e7-e5 
 2. Кg1-f3 Кb8-c6 
 3. Сf1-c4 Кg8-f6 
 4. d2-d4 e5:d4 
 5. 0-0 Сf8-c5 
 6. e4-e5.
Разработан немецким шахматистом Максом Ланге (1832—1899).
Вариант обоюдоострый, требует точной игры. У теоретиков шахматной игры нет единого мнения по вопросу о том, кому более выгодна атака Макса Ланге — чёрным или белым.

## Варианты
- 6. …Kf6-g4 — вариант Стейница
- 6. …Kf6-g4 7. с2-с3 — вариант Краузе
- 6. …d7-d5 7. e5:f6 d5:c4 8. Лf1-e1+ Cc8-e6
  - 9. f6:g7 — вариант Шлехтера
  - 9. Kf3-g5
    - 9. …g7-g6 — защита Ломана
    - 9. …Фd8-d5 10. Kb1-c3 Фd5-f5
      - 11. Кс3-e4 — вариант Маршалла
      - 11. Кс3-e4 Сс5-f8 — вариант Рубинштейна
      - 11. g2-g4 Фf5-g6 12. Kc3-e4 Cc5-b6 13. f2-f4 0—0—0 — вариант Бергера